# Zofia Kurek
Zofia Kurek (ur. 6 marca 1951 w Janowicach) – polska polityk, posłanka na Sejm PRL IX kadencji.

## Życiorys
Ukończyła Technikum Włókiennicze w Bielsku-Białej, a następnie pracowała jako mistrz oddziału przygotowania produkcji w Zakładach Przemysłu Wełnianego „Merilana” w Bielsku-Białej. W 1973 wstąpiła do Polskiej Zjednoczonej Partii Robotniczej, gdzie była II sekretarzem Podstawowej Organizacji Partyjnej oraz przewodniczącą Zakładowej Komisji Rewizyjnej. W latach 1985–1989 pełniła mandat posłanki na Sejm PRL z okręgu Bielsko-Biała, zasiadając w Komisji Przemysłu. Członkini związków zawodowych, Naczelnej Organizacji Technicznej oraz Towarzystwa Przyjaźni Polsko-Radzieckiej.